# 1997 en jeu
Chronologie du jeu
- 1993
- 1994
- 1995
- 1996
- 1997
- 1998
- 1999
- 2000
- 2001

Cet article présente les faits marquants de l'année 1997 concernant le jeu.

## Évènements

### Compétition
- 1er février : le Français Sid-Ahmed Sejai remporte le XIIe Championnat de France (1996) de Diplomatie à Paris devant ses compatriotes Bruno-André Giraudon et Olivier Robbe[1].
- 30 mars : le Français Cyrille Sevin remporte le VIIe championnat du monde de Diplomatie à Göteborg devant le Suédois Roger Edblom et le Norvégien Borger Borgersen.
- 8 novembre : le Japonais Makoto Suekuni remporte le XXIe championnat du monde d’Othello à Athènes.
- 19 octobre : le Français Samy Malki remporte le XIIIe Championnat de France (1997) de Diplomatie à Boulogne-Billancourt devant son compatriote Benoît Clergeot et l'Espagnol Miguel Martinez[1].

## Sorties
- GURPS Autoduel, Christopher J. Burke et Rob Garitta, Steve Jackson Games (jeu de rôle dans l'univers de Car Wars)